# Gouwestad
Gouwestad is de publieke lokale radio- en televisiezender voor de gemeente Gouda.

## Geschiedenis
Stichting Regionale Omroep Gouwestad werd opgericht op 14 augustus 1980 als publieke omroep. Op 16 december 1980 maakte Gouwestad Radio haar eerste rechtstreekse radio-uitzending van Kaarsjesavond in samenwerking met de AGRO ziekenomroep. De toenmalige minister van WVC verstrekte een uur voor de uitzending de zendmachtiging. In mei 1982 startte Gouwestad TV met een uitzending in het kader van de gemeenteraadsverkiezingen rechtstreeks vanuit de Waag. In november 1984 kreeg Gouwestad haar eigen radio studio. Het vroegere politiebureau aan de Markt werd verbouwd door vrijwilligers. In juni 1994 werd deze Radio Studio vernieuwd. In oktober 1990 bedacht Gouwestad de slogan: RTV Gouwestad, je eigen omroep in de buurt. Ook de televisiepoot van RTV Gouwestad heeft een eigen studio. Deze is gevestigd in de voormalige LEAO in de Lange Groenendaal. Gouwestad TV zendt dagelijks 4x een programma van een half uur uit. Gouwestad Radio zendt nonstop uit met doordeweeks in de avonduren en in het weekend overdag live programma's.